# Aleksandr Zarhi
Aleksandr Grigorievici Zarhi (în rusă Александр Григорьевич Зархи; n. 5/18 februarie 1908, Sankt Petersburg, Imperiul Rus – d. 27 ianuarie 1997, Moscova, Rusia) a fost un dramaturg, scenarist și regizor de film sovietic. El a fost distins cu titlul onorific de Artist al Poporului din URSS în 1969 și a primit Premiul Stalin în anii 1941, 1946 și 1947. Filmul său Douăzeci și șase de zile din viața lui Dostoievski a fost nominalizat pentru Ursul de Aur la Festivalul Internațional de Film de la Berlin din 1981.

## Filmografie
- 1928 Cântec despre metal (Песнь о металле), documentar
- 1930 Vântul în față (Ветер в лицо), coregizat cu Iosif Heifiț
- 1931 Amiază (Полдень), coregizat cu Iosif Heifiț
- 1933 Patria mea (Моя Родина), coregizat cu Iosif Heifiț
- 1935 Zile fierbinți (Горячие денечки), coregizat cu Iosif Heifiț
- 1937 Deputatul de Baltica (Депутат Балтики), coregizat cu Iosif Heifiț
- 1940 Femeia deputat (Член правительства), coregizat cu Iosif Heifiț
- 1942 Flăcări deasupra Asiei (Его зовут Сухэ-Батор), coregizat cu Iosif Heifiț
- 1944 Sevastopol km. 4 (Малахов курган), coregizat cu Iosif Heifiț
- 1946 În numele vieții (Во имя жизни), coregizat cu Iosif Heifiț
- 1948 Grăuntele prețios (Драгоценные зерна), coregizat cu Iosif Heifiț
- 1950 Focurile din Baku (Огни Баку), coregizat cu Iosif Heifiț și Rza Tahmasib
- 1951 Kolkhoz Rassvet (Колхоз "Рассвет"), documentar
- 1952 Pavlinka (Павлинка)
- 1954 Nesterka cel isteț (Нестерка)
- 1957 Înălțimi (Высота)
- 1960 Oameni pe pod (Люди на мосту)
- 1962 Fratele meu mai mic (Мой младший брат)
- 1963 Здравствуй, жизнь!
- 1967 Anna Karenina (Анна Каренина)
- 1973 Orașe și ani (Города и годы)
- 1976 Story of an Unknown Actor (Повесть о неизвестном актере)
- 1981 Twenty Six Days from the Life of Dostoyevsky (Двадцать шесть дней из жизни Достоевского)
- 1986 Cicerin (Чичерин)

## Premii și distincții
- Artist al Poporului din URSS, 1969
- Premiul Stalin, 1941, 1946, 1947
- Erou al Muncii Socialiste, 1978